# El castigo (pel·lícula)
El castigo és una pel·lícula dramàtica xileno-argentina de 2022 dirigida per Matías Bize, escrita per Coral Cruz, i protagonizada per Antonia Zegers i Néstor Cantillana. Va ser preseleccionada per a representar a Xile en la categoria Millor Pel·lícula Internacional als Premis Oscar de 2022, però no va ser seleccionada.

## Argument
Ana i Mateo busquen al seu fill després d'haver-lo deixat uns minuts sol com a càstig per portar-se malament. Aquesta cerca desesperada els porta a un bosc i una carretera. En 80 minuts en temps real, la parella haurà d'enfrontar-se a la por, a la culpa, a la fragilitat de la seva unió i a la més dura de les revelacions: una part d'Ana espera no trobar al seu fill perquè no ha estat feliç des que va néixer.

## Repartiment
Els actors que van participar en aquesta pel·lícula són:
- Antonia Zegers com Ana
- Néstor Cantillana com Mateo
- Santiago Urbina com Lucas
- Catalina Saavedra
- Yair Juri

## Producció
Es tenia planejat iniciar la fotografia principal al març de 2020, però es va cancel·lar per la Pandèmia COVID-19. La data d'inici es va ajornar 1 any, però es va veure cancel·lada per les mateixes circumstàncies. Finalmente, se inició el rodaje en octubre de 2021.

## Llançament
Es va estrenar comercialment el 6 d'octubre de 2022 als cinemes xilens, després es va estrenar el 19 de novembre del mateix any en el Festival de Cinema Nits Negres de Tallinn. Es va estrenar el 31 de març de 2023 als cinemes espanyols.

## Recepció

### Recepció crítica
Jonathan Holland de Screendaily ressalta la gran feina del seu director a aconseguir brindar fluïdesa a l'arriscada decisió de filmar en una sola presa una pel·lícula sencera. A més, de brindar-li intensitat a una història base poc original, però que acaba atrapant lespectador en el seu desenvolupament.

### Premis i nominacions
| Any  | Premio / Festival                               | Categoria                                    | Recipient      | Resultat  | Ref.          |
| ---- | ----------------------------------------------- | -------------------------------------------- | -------------- | --------- | ------------- |
| 2022 | Festival de Cinema Nits Negres de Tallinn       | Millor actriu                                | Antonia Zegers | Guanyador | [ 13 ]        |
| 2022 | XXVIII Premis Cinematogràfics José María Forqué | Millor llargmetratge llatinoamericà de l'any | El castigo     | Nominat   | [ 14 ] [ 15 ] |
| 2022 | Festival de Cinema de Beijing                   | Millor pel·lícula                            | Matías Bize    | Guanyador | [ 16 ]        |
| 2022 | Festival de Cinema de Beijing                   | Millr actriu                                 | Antonia Zegers | Guanyador | [ 16 ]        |
| 2022 | Festival Internacional de Cinema de Friburg     | Competència internacional - Gran Premi       | El castigo     | Nominat   | [ 17 ]        |
| 2023 | Premis Platino                                  | Millor interpretació femenina                | Antonia Zegers | Nominat   | [ 18 ]        |
| 2023 | Festival de Màlaga                              | Millor pel·lícula iberoamericana             | El castigo     | Nominat   | [ 19 ]        |
| 2023 | Festival de Màlaga                              | MILLor director                              | Matías Bize    | Guanyador | [ 19 ]        |
| 2023 | 27è Festival de Cinema de Lima                  | Millor pel·lícula                            | El castigo     | Nominat   | [ 20 ]        |
| 2023 | 27è Festival de Cinema de Lima                  | Millor actriu                                | Antonia Zegers | Guanyador | [ 20 ]        |